# نادر حبیبی
نادر حبیبی (انگلیسی: Nader Habibi) با ملیت ایرانی-آمریکایی، کارشناس ارشد اقتصاد و مدرس دانشگاه برندایس است. مطالعات تخصصی وی در زمینه تأثیر تحریم‌ها علیه ایران، و نقش بهار عربی و روابط خاورمیانه و چین در داخل و خارج ایالات متحده آمریکا، دارای اعتبار است.

## سابقه فعالیت
حبیبی در سال ۱۹۸۷م، دکترای اقتصاد خود را از دانشگاه ایالتی میشیگان، دریافت کرد و از آن زمان تاکنون در موسسات دانشگاهی و تحقیقاتی در ایران، ترکیه و آمریکا خدمت کرده‌است. قبل از پیوستن به دانشگاه برندایس در ژوئن ۲۰۰۷م، او در شرکت گلوبال اینسایت (Global Insight) به عنوان مدیر عامل پیش‌بینی اقتصادی و تجزیه و تحلیل ریسک برای خاورمیانه و شمال آفریقا کار می‌کرد. حبیبی یکی از اعضای هیئت مدیره مرکز هالینگز (Hollings Center) و یکی از اعضای مؤسس انجمن بین‌المللی اقتصاد ایران است.